# Malicorne (Allier)
Malicorne – miejscowość i gmina we Francji, w regionie Owernia-Rodan-Alpy, w departamencie Allier.

## Demografia
Według danych na rok 1990 gminę zamieszkiwały 822 osoby, a gęstość zaludnienia wynosiła 69 osób/km². W styczniu 2015 r. Malicorne zamieszkiwało 846 osób, przy gęstości zaludnienia wynoszącej 71 osób/km².